# Robiquetia discolor
Robiquetia discolor är en orkidéart som först beskrevs av Heinrich Gustav Reichenbach, och fick sitt nu gällande namn av Gunnar Seidenfaden och Leslie Andrew Garay. Robiquetia discolor ingår i släktet Robiquetia och familjen orkidéer.
Artens utbredningsområde är Filippinerna. Inga underarter finns listade i Catalogue of Life.